# Lutz Steinert
Lutz Steinert (* 18. März 1939 in Berlin) ist ein ehemaliger deutscher Fußballspieler, der als Aktiver von Hertha BSC zweimal in den Jahren 1961 und 1963 die Meisterschaft in der Stadtliga, 1966 und 1967 in der Fußball-Regionalliga und nochmals 1970, jetzt als Spieler von Hertha Zehlendorf, gewonnen hat.

## Laufbahn

### Stadtliga und Bundesliga, 1958 bis 1965
Der aus der Hertha-Jugend gekommene Angreifer Lutz „Husche“ Steinert debütierte am ersten Spieltag der Saison 1958/59, am 20. August 1958, bei Hertha BSC in der Berliner Stadtliga. Mit den zwei Halbstürmern Helmut Faeder und Lutz Steinert gewann die Mannschaft vom Gesundbrunnen an der „Plumpe“ das Heimspiel gegen Viktoria 89 Berlin mit 3:0 Toren. Das Offensivtalent absolvierte alle 33 Ligaspiele – nur noch Verteidiger Hans-Günter Schimmöller bestritt ebenfalls 33 Rundenspiele für die Hertha – und führte sich mit 18 Toren nachhaltig im Angriffsspiel des Tabellendritten ein. Lediglich Helmut Faeder übertraf in der Mannschaft von Trainer Gerhard Graf mit 20 Treffern den Neuling.
In der Saison 1960/61 konnte der zumeist auf Halblinks agierende „Husche“ Steinert erstmals mit Hertha die Berliner Meisterschaft gewinnen. Souverän – mit sechs Punkten Vorsprung und nur 19 erhaltenen Gegentoren in 27 Ligaspielen – wurde Titelverteidiger SC Tasmania 1900 Berlin auf den zweiten Platz verwiesen. Trainer Johannes „Hanne“ Sobek hatte die Mannen um Torhüter Wolfgang Tillich, Verteidiger Hans-Günter Schimmöller, Mittelläufer Günter Schüler, die Außenläufer Hans-Joachim Altendorff und Peter Schlesinger sowie die Angreifer Peter Engler, Helmut Faeder, Lothar Groß und Steinert auf Meisterkurs geführt. In der Endrunde um die deutsche Fußballmeisterschaft erlebte Steinert aber in den Kämpfen gegen den 1. FC Nürnberg, Werder Bremen und den 1. FC Köln erstmals in Pflichtspielen deren überlegene Leistungsstärke. Als er 1961/62 mit Hertha als Vizemeister die Runde beendete – einen Punkt hinter Tasmania 1900 – führte er gemeinsam mit Wolfgang Seeger von Tennis Borussia mit 18 Toren die Torschützenliste in der Stadtliga an. Der schnelle und torgefährliche Stürmer beendete die Ära Stadtliga 1962/63 mit dem erneuten Meisterschaftsgewinn und sechs Einsätzen in den Endrundenspielen. Von 1958 bis 1963 absolvierte „Husche“ Steinert 128 Stadtligaspiele und erzielte dabei 63 Tore. Im Messe-Cup erzielt er am 20. September 1960 im Erstrundenhinspiel gegen den FC Barcelona den Siegtreffer für die Berliner Stadtauswahl. In der Woche darauf mussten die Berliner aber nach einer 0:3-Niederlage bei den letztendlichen Finalisten, bei denen der ungarische Weltmeister von 1954 Sándor Kocsis im Aufgebot war, ausscheiden. Insgesamt kam Steinert von 1958 bis 1969 auf 35 Einsätze in der Stadtauswahl.
Hertha startete am 24. August 1963 vor 60.000 Zuschauern im Olympiastadion mit einem 1:1-Heimremis in die neue Fußball-Bundesliga. Trainer Jupp Schneider hatte dabei im Angriff die Formation Carl-Heinz Rühl, Uwe Klimaschefski, Harald Beyer, Helmut Faeder und Steinert aufgeboten und „Husche“ gehört damit dem Kreis der Bundesligafußballer an, die am Premierentag aktiv gewesen waren. Hertha belegte den 14. Platz, hielt damit die Klasse und Steinert war in 27 Spielen mit sechs Toren daran beteiligt. Im DFB-Pokal 1963/64 zog er mit seiner Mannschaft nach dem überraschenden 4:2-Erfolg im Viertelfinale über den ersten Bundesligameister 1. FC Köln – am 20. Mai, elf Tage nach Beendigung der Bundesligasaison – in das Halbfinale ein. Dort setzte sich aber die heimische Eintracht Frankfurt am 3. Juni mit einem 3:1-Erfolg im Waldstadion durch und zog anstelle Hertha BSC in das Finale ein. Im Messe-Cup bestritt er die zwei Partien gegen den AS Rom, wobei sich Jürgen Schütz, der Ex-Dortmunder, als Torschütze der Römer auszeichnete. Hertha belegte auch im zweiten Jahr Bundesliga, 1964/65, den 14. Tabellenplatz. Steinert war letztmals am 27. März 1965 beim 0:0-Heimunentschieden gegen Werder Bremen für die Hertha aufgelaufen. Beim torlosen Remis agierte der Hertha-Angriff mit Carl-Heinz Rühl, Helmut Faeder, Michael Krampitz, Steinert und Willibert Kremer. Da die Hertha wegen Verstöße gegen das Lizenzstatut nach der Runde aus der Bundesliga ausgeschlossen wurde, stehen für Steinert von 1963 bis 1965 40 Spiele mit acht Toren zu Buche. Im Messepokal hatte er am 3. Oktober 1964 die Hertha mit zwei Toren einem 2:1-Heimerfolg gegen Royal Antwerpen geschossen – eine 0:2-Niederlage im Rückspiel bedeutete aber auch diesmal das Erstrundenaus.

### Regionalliga, 1965 bis 1973
Nach den zwei Jahren Bundesliga folgten noch acht Runden in der Fußball-Regionalliga Berlin: je zwei Jahre mit Hertha BSC und Tennis Borussia und ab der Runde 1969/70 vier Runden bei Hertha Zehlendorf. 1966 und 1967 gehörte er den Meisterteams von Hertha an, erlebte aber auch die vergeblichen Versuche in den Aufstiegsrunden um in die Bundesliga zurückzukehren. Als er 1967/68 mit den Charlottenburger „Veilchen“ die Vizemeisterschaft erreicht hatte, absolvierte er an der Seite von Georg Damjanoff, Bernd Gersdorff, Michael Krampitz und Horst Lunenburg sieben weitere Aufstiegsrundenspiele gegen Kickers Offenbach, Bayer Leverkusen, TuS Neuendorf und Arminia Hannover. Bei Hertha Zehlendorf feierte er 1969/70 mit seinen alten Hertha-Kameraden Faeder, Krampitz und Schimmöller sowie den Talenten Uwe Kliemann und Wolfgang Sühnholz eine weitere Meisterschaft, in der Aufstiegsrunde kam er aber nicht zum Einsatz. Das letzte Regionalligaspiel absolvierte „Husche“ Steinert am 19. Dezember 1972 beim 3:0-Erfolg gegen den BFC Preussen. Insgesamt hat er von 1965 bis 1972 in der Regionalliga 117 Spiele absolviert und dabei 60 Tore erzielt.
Im Sommer 1973 beendete er nach 15 Jahren Leistungsfußball seine höherklassige Laufbahn.